# Adagio (Lara Fabian)
Adagio è un singolo della cantante belga Lara Fabian, pubblicato nel 1999 come primo estratto dal quarto album in studio eponimo.
Il brano, uscito in una doppia versione in inglese ed in italiano, è un adattamento dell'Adagio di Albinoni di Remo Giazotto; autori del testo in inglese sono la stessa Lara Fabian (autrice anche del testo della versione italiana), Bruce Roberts, Rick Allison e Dave Pickell.
Il brano è il più grande successo della cantante, e ha venduto 10 milioni di copie in tutto il mondo ed è stato rieseguito da vari artisti.

## Descrizione
La protagonista manda il messaggio lirico all'uomo dei suoi sogni, l'uomo che non conosce, l'uomo che sta nei suoi pensieri, l'uomo che cerca da sempre. Non sa come trovarlo, ma se lui sa come e dove trovare lei lo aspetterà adagio.

## Tracce
CD singolo
1. Adagio – 4:26 (testo: Lara Fabian, Bruce Roberts, Rick Allison, Dave Pickell – musica: Remo Giazotto)
2. Yeliel (My Angel) – 5:03 (Lara Fabian, Patrick Leonard)

12" (Francia)/CD (Canada)
1. Adagio (English Version) – 4:26
2. Adagio (Italian Version) – 4:28

CD Maxi (Canada)
1. Adagio – 4:26
2. Yeliel (My Angel) – 5:03 (Lara Fabian - Patrick Leonard)
3. Before We Say Goodbye – 4:26 (Joanne Houlden - Dave Pickell)

## Classifiche
| Classifica (2000) | Posizione massima |
| ----------------- | ----------------- |
| Belgio (Fiandre)  | 29                |
| Belgio (Vallonia) | 3                 |
| Francia           | 5                 |
| Paesi Bassi       | 66                |

## Cover
Tra gli artisti che hanno inciso o eseguito pubblicamente una loro versione di Adagio di Lara Fabian, figurano:
- Mietta (2013)
- Daniela Pedali (2009)
- Elhaida Dani (2013)
- Simone Grande (2023)
- Cristian Imparato (2010)
- Gino Scannapiego (2008)
- Il Divo (2008)
- The Canadian Tenors (2008)
- Dimaş Qūdaibergen (2017)
- Russell Watson (2010)
- Abraham Mateo (2012)
- Stjepan Hauser (2017)
- Anna Maria Kaufmann (2006)
- Destino (2008)
- Liel (2006)
- Carmen Masola (2010)
- Angela Semerano (2017)
- Sara Musella (2010)
- Vincent Niclo e i cori dell'Armata Rossa (2012)
- Nicola Gargaglia (2006)
- I ragazzi di Amici di Maria De Filippi (2005)
- Nekò (2022)